# 도이칠란트라디오
도이칠란트라디오(독일어: Deutschlandradio, DRadio)는 독일의 공영 라디오 방송국이며, 세 개의 전국 단일 라디오 방송국을 운영하고 있다.
도이칠란트라디오는 1994년 1월 1일 독일 연방 16개 주에서 전국 단일의 독일어 라디오 프로그램을 제작하는 조약에 의해 설립 되었으며, 쾰른과 베를린에서 사옥이 설립되었다. 본사인 쾰른 사옥에서는 이사 및 관리를 담당하며 도이칠란트푼크와 도이칠란트푼크 노바를 방송하고 있다. 베를린 사옥에서는 도이칠란트푼크 쿨투어를 방송하고 있다.

## 라디오 채널
- 도이칠란트푼크(Deutschlandfunk, DLF) : 보도와 시사 프로그램을 방송한다. 쾰른 사옥에서 방송되고 있다. 과거에는 서독에서 동독의 청취자들을 겨낭한 방송이었다.
- 도이칠란트푼크 쿨투어(Deutschlandfunk Kultur) : 문화 및 클래식 관련 프로그램을 방송한다. 베를린 사옥에서 방송되고 있다. 과거 서베를린의 RIAS1과 동베를린 DS Kultur의 합병으로 개국하였다. 개국당시 '도이칠란트라디오 베를린'이란 이름이었으며, 2005년 3월부터 2017년 4월까지 도이칠란트라디오 쿨투어(Deutschlandradio Kultur)로 불렸다. 2017년 5월 1일에 현재의 이름이 되었다.[1][2]
- 도이칠란트푼크 노바(Deutschlandfunk Nova): 2010년 1월 8일에 개국한 청소년 대상 디지털 전용 방송이다. 2017년 4월까지는 DRadio Wissen으로 방송됐으며, 주로 교육, 과학 위주의 방송을 했다. 2017년 5월 1일에 현재의 이름이 되었다.[1]

## 송신
3개 채널과 추가 특별 이벤트 채널은 모두 VHF 채널 5C의 전국 단일 주파수 네트워크(SFN)를 통해 디지털 오디오 방송(DAB+)으로 지상파 방송을 송출한다. 2019년 말 권역은 인구의 85%인 이동식 실내 수신, 각각 독일 면적의 96% 또는 고속도로의 99%인 이동식 수신이다.
중간 기간 동안 도이칠란드푼크와 도이칠란드푼크 쿨투어는 FM을 통해 아날로그 방식으로 전송되며 평균 방송 범위는 지역의 64%였다. 아날로그에서 디지털로의 전환은 2015년에 중파와 장파 송출종료와 함께 시작되었다. 2018/2019년에 첫 번째 소출력 FM 송신기 2개의 운영을 종료했다. 목표는 DAB+ 방식 디지털 지상파 방송 범위를 더욱 개선하고 아날로그 전송을 단계적으로 줄이는 것이다. 고정 수신을 위해 프로그램은 ZDF의 transponder를 통해 위성으로 배포된다.
물론 프로그램은 인터넷을 통해 스트리밍되며 관련 플랫폼에서 사용할 수 있다. 선형 프로그램 외에도 주문형 오디오(팟캐스트, mediathek 및 다양한 플랫폼)를 통해 광범위한 비선형 콘텐츠를 사용할 수 있다. 도이칠란트라디오는 또한 모든 대중이 콘텐츠를 사용할 수 있도록 소셜 미디어 네트워크에서 매우 활발히 활동하고 있다.

## 오케스트라 및 합창단
도이칠란드라디오는 다음을 운영하는 비영리 단체인 Rundfunk Orchester und Chore GmbH의 지분 40%를 보유하고 있다.
- 베를린 라디오 교향악단 (동베를린)
- 베를린 도이치 교향악단
- 베를린 라디오 합창단
- RIAS 실내 합창단

다른 주주는 독일 연방 공화국(35%), 베를린(20%), RBB(5%)이다.

## 갤러리

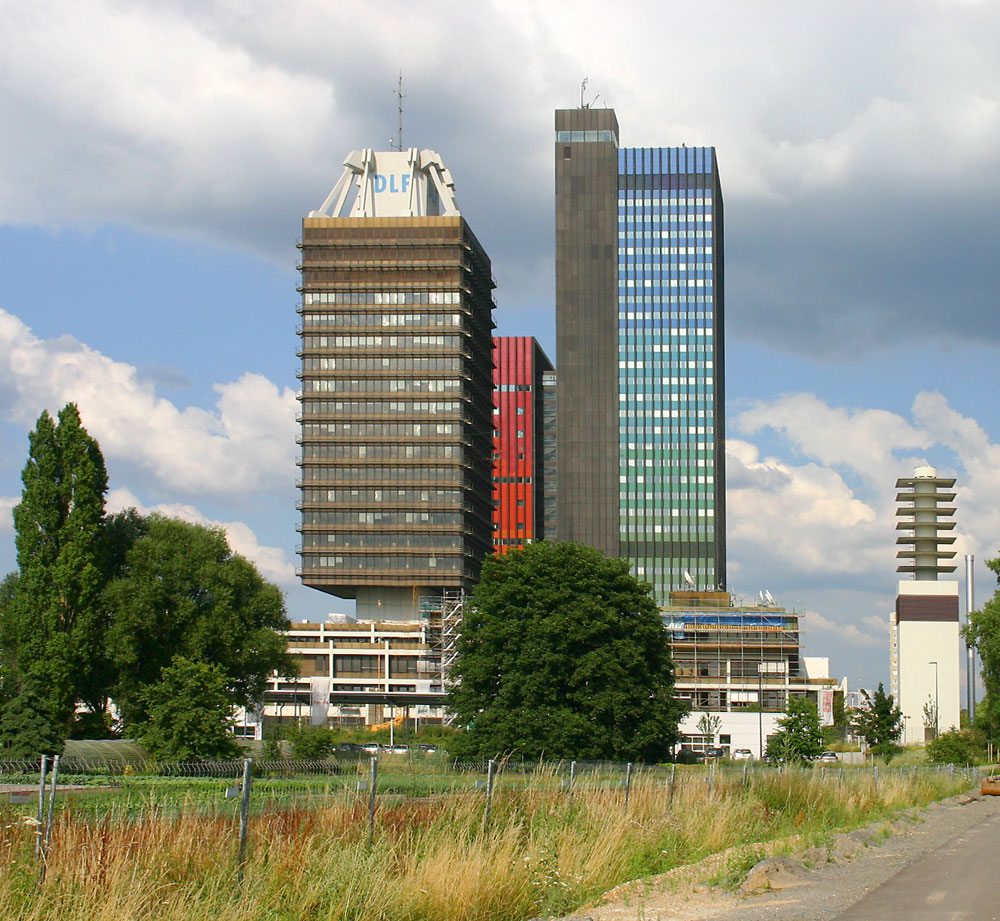
쾰른 사옥 (왼쪽 건물)
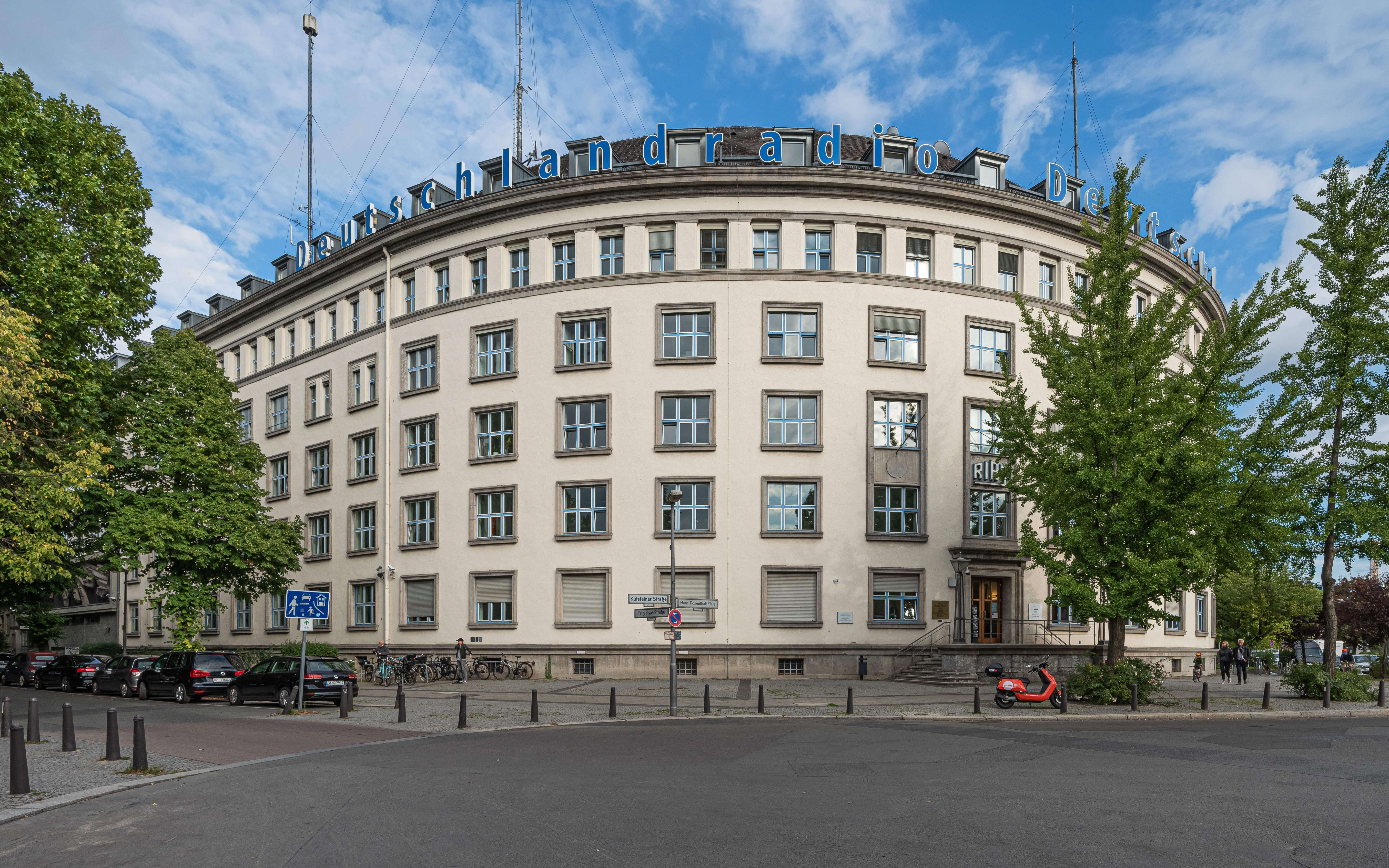
베를린 사옥